# معركة ليوبرسدورف
معركة ليوبرسدورف حدثت بالقرب من منطقة تدعى ليوبرسدورف في 19 سبتمبر 1532 ، كجزء من الحروب العثمانية الهابسبورغية، أنتهت بانتصار ملكية هابسبورغ.
بعد فشل حصار فيينا في عام 1529 ، جمع السلطان العثماني سليمان جيشًا ضخمًا آخر قوامه 120.000 جندي لمحاصرة فيينا مرة ثانية في عام 1532. وسدت حامية كوشيج الصغيرة المكونة من 700 رجل بقيادة الكابتن الكرواتي نيكولا يوريشيتش الطريق إلى فيينا.
أغار ما بين 8000 إلى 16000 من سلاح الفرسان الخفيف العثمانيين بقيادة كاظم بك على ستيريا وتجاوز وينر نيوستادت، والأجزاء الجنوبية من النمسا السفلى.
وصلت الأخبار إلى القائد العثماني كاظم بك بقيام الجيش العثماني الرئيس بالإنسحاب فجمع الفرسان الذين برفقته في بوتنشتاين للعودة والارتباط بالجيش الرئيس من جديد، وكان اثنين من الطرق التي يفترض عليه العودة من خلالها مغلقة من بين الطرق الثلاثة التي يمكن أن يتبعها، وتمكنت مفرزة نمساوية تحت قيادة سيباستيان شرتلين فون بيرتنباخ من دفع قوات كاظم بك إلى الطريق الوحيد المفتوح المتبقي، حيث يوجد جيش كبير قوامه 20 ألف جندي و 1000 من سلاح الفرسان الثقيل و 1000 من سلاح الفرسان الخفيف من المجر وقوة من المدفعية. فتم تدمير جيش كاظم بك العثماني بالكامل.